# Sophronica rhodesiana
Sophronica rhodesiana är en skalbaggsart som beskrevs av Stefan von Breuning 1953. Sophronica rhodesiana ingår i släktet Sophronica och familjen långhorningar.
Artens utbredningsområde är Zimbabwe. Inga underarter finns listade i Catalogue of Life.